# Cintech agroalimentaire
Créé en 1993, Cintech agroalimentaire (Centre d'innovation technologique en agroalimentaire) est une corporation à but non lucratif issue de la volonté de l’industrie agroalimentaire du Québec.
Centre collégial de transfert de technologie depuis sa création, Cintech bénéficie d’une aide du ministère de l’Éducation, Loisir et Sport (MELS), du ministère du Développement économique, Innovation et Exportation (MDEIE) et du Ministère de l'Agriculture, des pêcheries et de l'alimentation du Québec (MAPAQ)  équivalant à environ 15 % de son chiffre d’affaires. Ses liens avec le Cégep de Saint-Hyacinthe et l’Institut de technologie agroalimentaire (ITA), campus de Saint-Hyacinthe, lui permettent l’accès à des équipements et des ressources spécialisées.
Au début de ses activités, Cintech comptait 7 employés. Treize ans plus tard, 30 professionnels en science et technologie des aliments, microbiologie, procédé industriel, ingénierie, chimie, recherche appliquée, nutrition et commercialisation collaborent à ses activités. La superficie de ses installations est passée de 6 000 pi2 à 12 000 pi2 en 2004. Il a œuvré auprès de plus de 1 000 entreprises pour la réalisation de 1 800 mandats depuis sa fondation.
Également au cours de 2004, Cintech a pu acquérir 1,5 $ M d’équipements grâce à une subvention de la Fondation canadienne pour l’innovation, du gouvernement du Québec et des partenaires de Cintech. Ceci a permis la création du groupe valorisation.
L’industrie agroalimentaire peut aujourd’hui bénéficier, en plus des services de R & D produits et procédés et de R & D consommateurs, d’un crédit d’impôt à l’adaptation technologique de 40 % pour les services admissibles rendus, d’un service Partenaire, des sessions de transfert de connaissances Zip technologique, du bulletin Vigie ainsi que d’un parc d’équipements très moderne avec un réseau de partenaires reconnus.
Cintech est autorisé par le ministère de l'Éducation, Loisir et Sport à agir à titre de Centre collégial de transfert de technologie.

## Site Web
- Site officiel